# Oberselters
Oberselters im Taunus ist mit über 1000 Einwohnern seit der Eingemeindung am 1. Juli 1974 der viertgrößte Stadtteil von Bad Camberg im mittelhessischen Landkreis Limburg-Weilburg.

## Geographie

### Geographische Lage
Oberselters liegt im östlichen Hintertaunus im Goldenen Grund, rund drei Kilometer nordwestlich der Kernstadt Bad Camberg und rund 15 Kilometer südöstlich der Kreisstadt Limburg an der Lahn. Der Ort liegt an der Bundesstraße 8 im Tal des Emsbaches. Am westlichen Gemarkungsrand verlaufen die A 3 und die ICE-Strecke Köln–Rhein/Main. Die Main-Lahn-Bahn führt westlich am alten Ortskern vorbei, ist inzwischen aber an beiden Seiten von Häusern umgeben. Das Oberselterser Gebiet grenzt im Nordwesten an Niederselters und dann im Uhrzeigersinn an Eisenbach, Erbach und Dauborn.
Die grob rechteckige Gemarkung mit nach Nordosten auskragender Spitze wird in der nördlichen Ecke von Wald bedeckt und ist ansonsten vor allem landwirtschaftlich genutzt. Das Gelände steigt beidseitig des Emsbachtals an, im Osten auf bei zu 300 Meter, im Westen auf bis zu 264 Meter. Der Ort selbst liegt auf 183 Metern Höhe.
Geologisch befindet sich im Ostteil der Gemarkung eine Gemengelage aus eisenschüssigem Schiefer, Quarzitgängen und Quarzkies-Lagern, ebenso nordwestlich des Orts, wo auch ein kleines Diabasvorkommen besteht. Unmittelbar im Emsbachtal und im Westen der Gemarkung hat sich eine Lössschicht gebildet. Vom Südosten des Orts verläuft ein Bleierzgang weiter in Richtung Südosten.

### Waldbestand
Oberselters hat eine Waldfläche von 80 ha, auf drei Wälder verteilt:
| Wald       | Größe in ha |
| ---------- | ----------- |
| Jungewald  | 11,9        |
| Kühgraben  | 46,4        |
| Winterholz | 21,7        |

## Geschichte

### Ortsgeschichte
Die Rupertinerin Rachild schenkte Saltrissa, damals einer Ansammlung von herrschaftlichen Höfen und einer Waldschmiede, im Jahr 772 dem Kloster Lorsch. Aus dieser Waldschmiede entwickelte sich vermutlich die heute leerstehende Hammermühle am Ortsausgang in Richtung Niederselters.
Politisch war Oberselters schon früh fest an Camberg gebunden und damit zunächst konradinisch, dann Teil der Grafschaft Diez und machte ab etwa 1420 die komplizierten Besitzverhältnisse des Amts Camberg in geteiltem und gemeinsamen Besitz verschiedener regionaler Adelshäuser mit.
1448 entstand zunächst als Filiale der Pfarrei Camberg eine Kapelle in der Ortsmitte, die dem Heiligen Leonhard, ab 1526 dem Heiligen Antonius geweiht war. Da diese Kapelle baufällig geworden war, entstand 1776 an ihrer Stelle eine barocke Kirche. In ihrer Innenausstattung stechen eine stuckverzierte Spiegeldecke, barocke Statuen und eine Kanzel aus Nussbaumholz hervor. 1777 wurden aus dem vom Kirchenbau übriggebliebenen Holz die erste Schule und ein Backhaus errichtet. Zuvor war Bad Camberg der Schulort gewesen. Nach dem Anbau eines weiteren Klassenraumes 1831 fand in der Oberselterser Schule bis 1968 Unterricht statt. Seitdem besuchen die Kinder aus dem Ort die Mittelpunktschule "Goldener Grund" in Niederselters.
Die ersten Anordnungen der Verhütung eines Brandes im Zusammenhang mit häuslichen Feuerstätten in Textform im Kurfürstentum Trier vom 9. Mai 1721 führten auch in Oberselters zu erheblichen Verbesserungen der Bauweise der Gebäude.
1901 entstand innerhalb der Pfarrei Bad Camberg ein Seelsorgebezirk Erbach-Oberselters, der 1913 zur eigenständigen Pfarrei wurde.
Im Ersten Weltkrieg fielen 19 Oberselterser, im Zweiten Weltkrieg 42.
Nach dem Zweiten Weltkrieg wuchs der Ort vor allem westlich der Bahnlinie, wo das so genannte „Oberdorf“ entstand. 1962 wurde ein Pfarrheim neben der Kirche fertiggestellt.
1980 wurde ein Bürgerhaus mit angrenzendem Feuerwehrhaus fertiggestellt.
Hessische Gebietsreform (1970–1977)
Im Zuge der Gebietsreform in Hessen stimmte die Gemeindevertretung mit sieben zu sechs Stimmen für die Eingemeindung nach Camberg, und gegen die Eingemeindung nach Selters (Taunus). Am 1. Januar 1974 trat dann die Eingliederung als Stadtteil nach Camberg durch Landesgesetz in Kraft.
Für den Stadtteil wurde ein Ortsbezirk eingerichtet.

### Mineralbrunnen

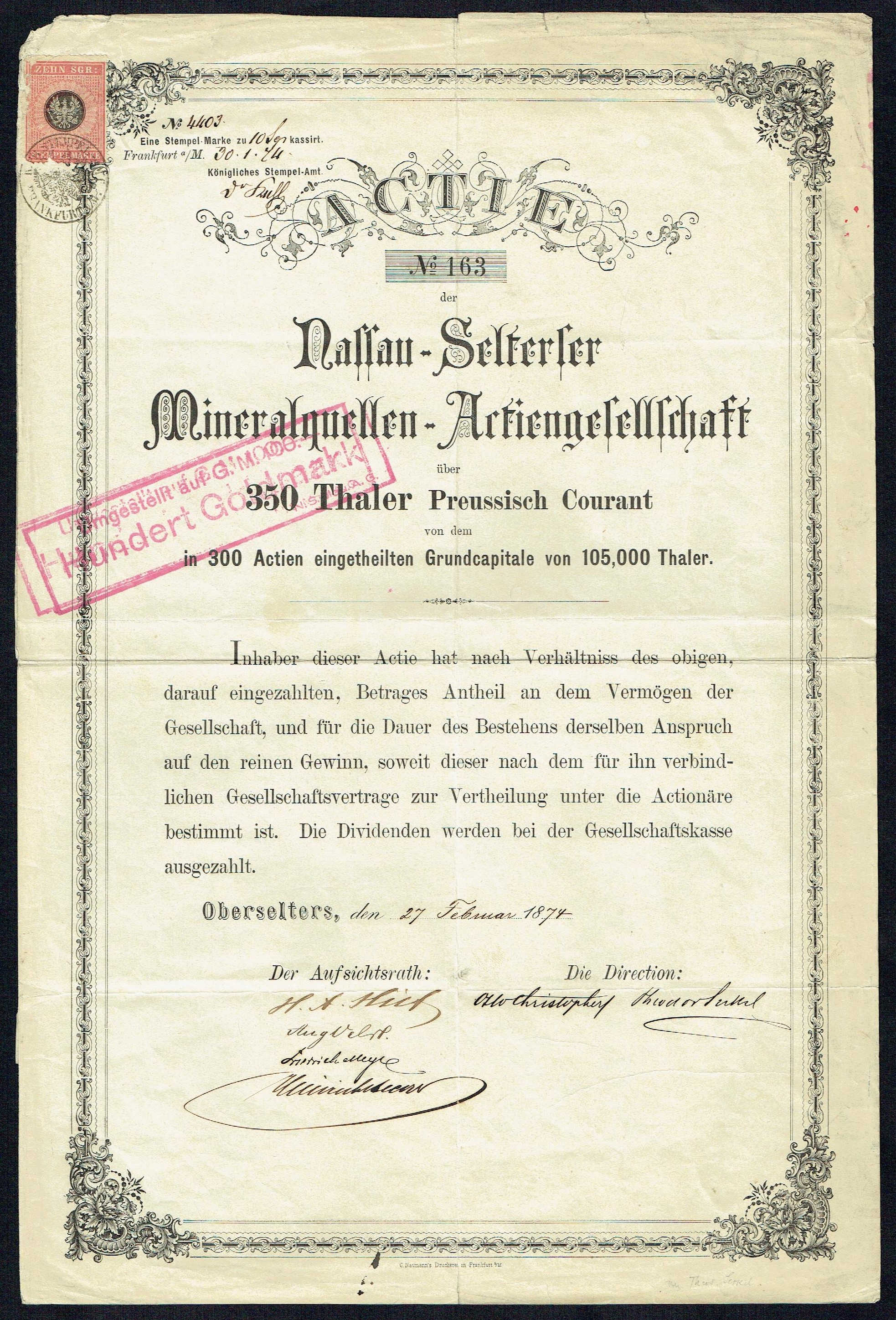
Aktie über 350 Thaler Preußisch Courant der Nassau-Selterser-Mineralquellen AG vom 27. Februar 1874

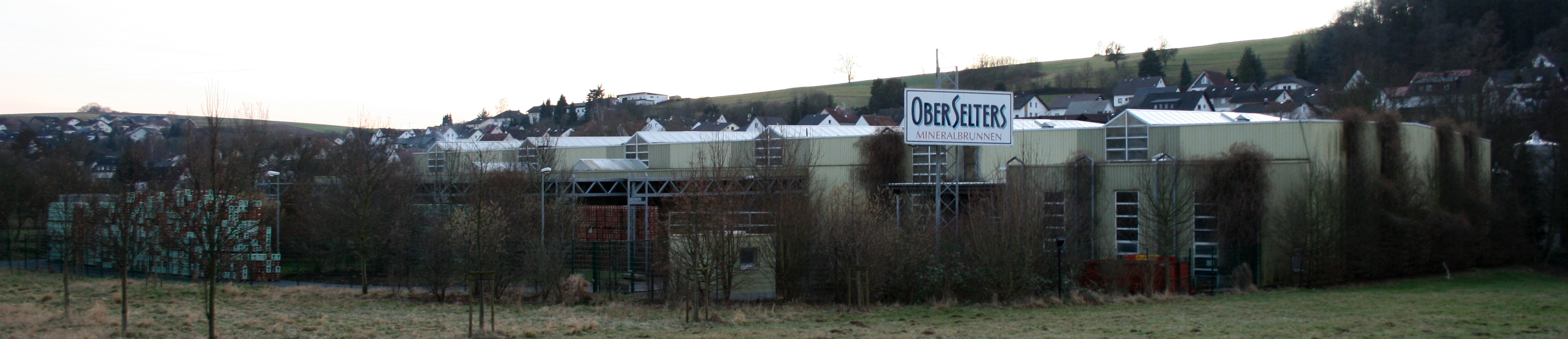
Teil der Mineralbrunnen-Anlage

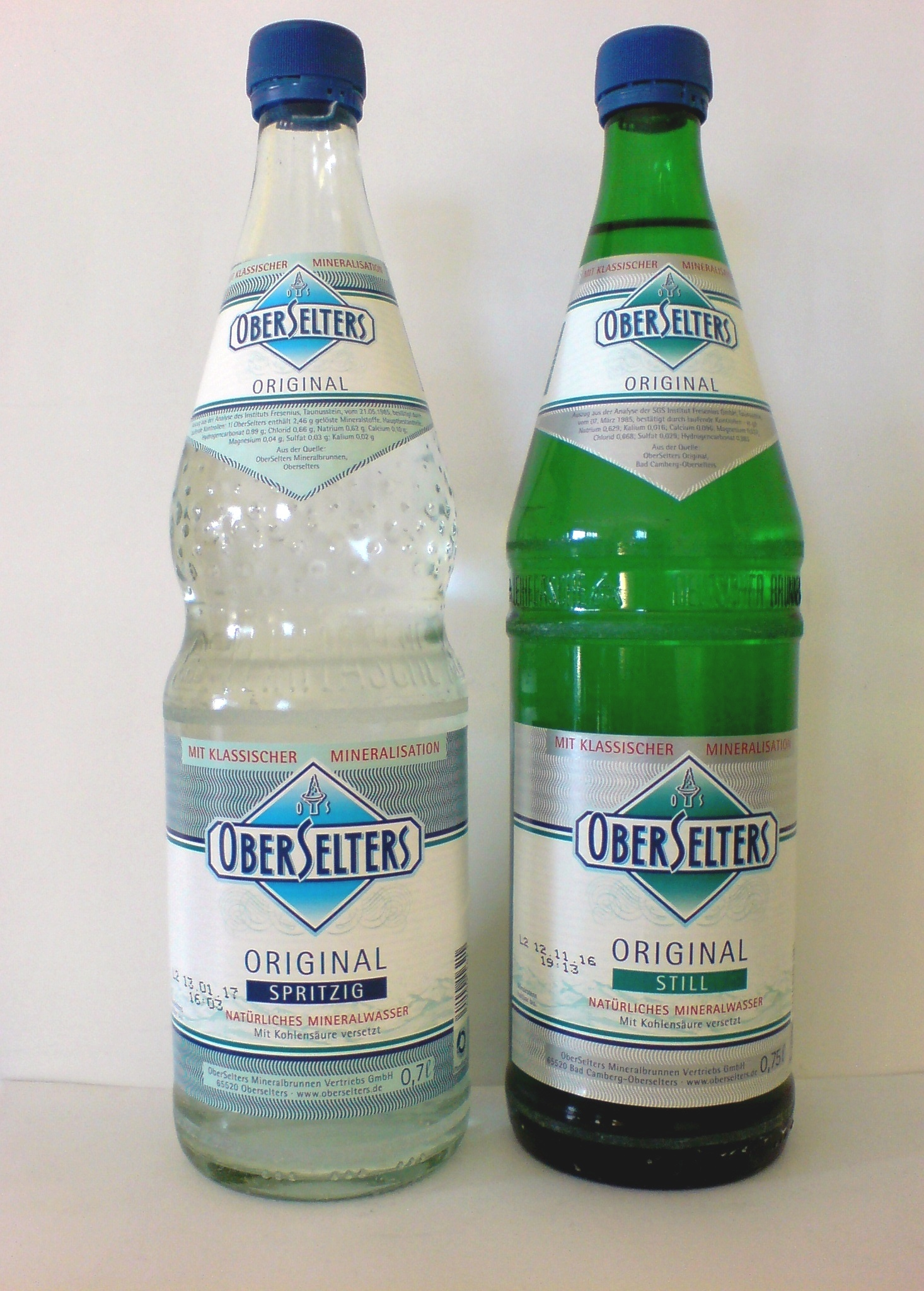
Oberselters Spritzig und Still

Im Jahr 1784 brach in Oberselters eine Mineralquelle auf, was zum Rückgang der Wassermenge an den älteren Quellen im benachbarten aber kurtrierischen Niederselters führte. In den folgenden Jahren kam es zunächst zu schriftlichen Auseinandersetzungen zwischen den beiden Fürstentümern. 1794 ließ Kurtrier eine 800 Mann starke Militäreinheit mit zwei Kanonen vor Oberselters aufmarschieren und erzwang so das Zuschütten der Oberselterser Quelle. Nachdem beide Orte 1803 in das Herzogtum Nassau eingegliedert wurden, öffneten die Oberselterser ihre Quelle wieder, was erneut Auseinandersetzungen zwischen beiden Orten auslöste. Im folgenden Jahr musste Oberselters die Quelle wieder schließen. Erst seit 1870 wird dort fortgesetzt Mineralwasser gewonnen und vermarktet.
Im Jahr 1871 wurde die Nassau-Selterser Mineralquellen AG gegründet, die im Frühjahr 1873 mit dem Abfüllen des in Oberselters geförderten Mineralwassers begann und im ersten Jahr 300.000 Krüge verkaufte. Einer der Mitbegründer war August Velde, der Bruder des Architekten Heinrich Velde. Der Mineralbrunnen war über Jahrzehnte der größte Gewerbebetrieb im Ort. Vor dem Ersten Weltkrieg umfasste die Belegschaft 60 Männer und Frauen. In den 1950er Jahren begann der Ertrag der Quelle nachzulassen. Um den Betrieb zu erhalten, übernahm die Gemeinde Oberselters im Jahr 1956 die Aktienmehrheit und wandelte das Unternehmen in eine GmbH um. In den folgenden Jahren wurden neue Quellen erschlossen und die Produktion ausgeweitet. Im Jahr 1995 wurden mehr als 60 Millionen Flaschen verkauft. Seit 2003 unterhält die Brunnengesellschaft mit der Frankenbrunnen GmbH eine Vertriebspartnerschaft. An der neugegründeten OberSelters Mineralbrunnen Vertriebs GmbH ist Franken Brunnen mit 51 % und die Stadt Bad Camberg mit 49 % beteiligt.

### Verwaltungsgeschichte im Überblick
Die folgende Liste zeigt die Staaten und Verwaltungseinheiten, denen Oberselters angehört(e):
- vor 1803: Heiliges Römisches Reich, Amt Camberg (Kurfürstentum Trier, Unteres Erzstift und Fürstentum Diez  jeweils zur Hälfte)
- ab 1803: Heiliges Römisches Reich, Fürstentum Nassau-Weilburg,[Anm. 2] Amt Camberg
- ab 1806: Herzogtum Nassau,[Anm. 3] Amt Camberg
- ab 1816: Herzogtum Nassau, Amt Idstein
- ab 1849: Herzogtum Nassau, Kreisamt Idstein[Anm. 4]
- ab 1854: Herzogtum Nassau, Amt Idstein
- ab 1867: Norddeutscher Bund,[Anm. 5] Königreich Preußen,[Anm. 6] Provinz Hessen-Nassau, Regierungsbezirk Wiesbaden, Untertaunuskreis[Anm. 7]
- ab 1871: Deutsches Reich, Königreich Preußen, Provinz Hessen-Nassau, Regierungsbezirk Wiesbaden, Untertaunuskreis
- ab 1886: Deutsches Reich, Königreich Preußen, Provinz Hessen-Nassau, Regierungsbezirk Wiesbaden, Kreis Limburg
- ab 1918: Deutsches Reich, Freistaat Preußen, Provinz Hessen-Nassau, Regierungsbezirk Wiesbaden, Kreis Limburg
- ab 1944: Deutsches Reich, Freistaat Preußen, Provinz Nassau, Landkreis Limburg
- ab 1945: Amerikanische Besatzungszone,[Anm. 8] Groß-Hessen, Regierungsbezirk Wiesbaden, Landkreis Limburg
- ab 1946: Amerikanische Besatzungszone, Land Hessen, Regierungsbezirk Wiesbaden, Landkreis Limburg
- ab 1949: Bundesrepublik Deutschland, Land Hessen, Regierungsbezirk Wiesbaden, Landkreis Limburg
- ab 1968: Bundesrepublik Deutschland, Land Hessen, Regierungsbezirk Darmstadt, Landkreis Limburg
- ab 1974: Bundesrepublik Deutschland, Land Hessen, Regierungsbezirk Darmstadt, Landkreis Limburg-Weilburg, Stadt Bad Camberg[Anm. 9]
- ab 1981: Bundesrepublik Deutschland, Land Hessen, Regierungsbezirk Gießen, Landkreis Limburg-Weilburg, Stadt Bad Camberg

## Bevölkerung

### Einwohnerentwicklung
| • | 1585: 41 Haushalte |

| Oberselters: Einwohnerzahlen von 1834 bis 2019 | Oberselters: Einwohnerzahlen von 1834 bis 2019 | Oberselters: Einwohnerzahlen von 1834 bis 2019 | Oberselters: Einwohnerzahlen von 1834 bis 2019 | Oberselters: Einwohnerzahlen von 1834 bis 2019 |
| --- | ---------------------------------------------- | ---------------------------------------------- | ---------------------------------------------- | ---------------------------------------------- |
| Jahr |                                                |                                                |                                                | Einwohner                                      |
| 1834 | 1834                                           |                                                | 480                                            | 480                                            |
| 1840 | 1840                                           |                                                | 538                                            | 538                                            |
| 1846 | 1846                                           |                                                | 551                                            | 551                                            |
| 1852 | 1852                                           |                                                | 590                                            | 590                                            |
| 1858 | 1858                                           |                                                | 560                                            | 560                                            |
| 1864 | 1864                                           |                                                | 536                                            | 536                                            |
| 1871 | 1871                                           |                                                | 526                                            | 526                                            |
| 1875 | 1875                                           |                                                | 584                                            | 584                                            |
| 1885 | 1885                                           |                                                | 567                                            | 567                                            |
| 1895 | 1895                                           |                                                | 543                                            | 543                                            |
| 1905 | 1905                                           |                                                | 550                                            | 550                                            |
| 1910 | 1910                                           |                                                | 587                                            | 587                                            |
| 1925 | 1925                                           |                                                | 575                                            | 575                                            |
| 1939 | 1939                                           |                                                | 601                                            | 601                                            |
| 1946 | 1946                                           |                                                | 782                                            | 782                                            |
| 1950 | 1950                                           |                                                | 763                                            | 763                                            |
| 1956 | 1956                                           |                                                | 809                                            | 809                                            |
| 1961 | 1961                                           |                                                | 839                                            | 839                                            |
| 1967 | 1967                                           |                                                | 963                                            | 963                                            |
| 1970 | 1970                                           |                                                | 1.004                                          | 1.004                                          |
| 1974 | 1974                                           |                                                | 1.017                                          | 1.017                                          |
| 1987 | 1987                                           |                                                | 1.002                                          | 1.002                                          |
| 1998 | 1998                                           |                                                | 1.221                                          | 1.221                                          |
| 2005 | 2005                                           |                                                | 1.173                                          | 1.173                                          |
| 2011 | 2011                                           |                                                | 1.050                                          | 1.050                                          |
| 2016 | 2016                                           |                                                | 1.022                                          | 1.022                                          |
| 2019 | 2019                                           |                                                | 1.047                                          | 1.047                                          |
| Datenquelle: Historisches Gemeindeverzeichnis für Hessen: Die Bevölkerung der Gemeinden 1834 bis 1967. Wiesbaden: Hessisches Statistisches Landesamt, 1968. Weitere Quellen: LAGIS; ab 1970: Stadt Camberg; Zensus 2011 |                                                |                                                |                                                |                                                |

### Einwohnerstruktur 2011
Nach den Erhebungen des Zensus 2011 lebten am Stichtag, dem 9. Mai 2011, in Oberselters 1050 Einwohner. Darunter waren 42 (4,0 %) Ausländer.
Nach dem Lebensalter waren 147 Einwohner unter 18 Jahren, 435 zwischen 18 und 49, 291 zwischen 50 und 64 und 177 Einwohner waren älter.
Die Einwohner lebten in 465 Haushalten. Davon waren 129 Singlehaushalte, 138 Paare ohne Kinder und 147 Paare mit Kindern, sowie 45 Alleinerziehende und 9 Wohngemeinschaften. In 78 Haushalten lebten ausschließlich Senioren und in 330 Haushaltungen lebten keine Senioren.

### Historische Religionszugehörigkeit
| • 1885: | 10 evangelische (= 1,76 %), 554 katholische (= 97,71 %), und ein anderes christliche-konfessioneller (= 0,18 %), zwei jüdische (= 0,35 %) Einwohner |
| • 1961: | 35 evangelische (= 4,17 %), 804 römisch-katholische (= 95,83 %) Einwohner                                                                           |

## Politik

### Ortsbeirat
Für Oberselters besteht ein Ortsbezirke (Gebiet der ehemaligen Gemeinde Oberselters) mit Ortsbeirat und Ortsvorsteher, nach Maßgabe der §§ 81 und 82 HGO und des Kommunalwahlgesetzes in der jeweils gültigen Fassung gebildet.
Der Ortsbeirat besteht aus sieben Mitgliedern. Bei den Kommunalwahlen in Hessen 2021 betrug die Wahlbeteiligung zum Ortsbeirat 62,37 %. Es wurden gewählt: fünf Mitgliedern der CDU und zwei Mitgliedern der SPD. Der Ortsbeirat wählte Ottmar Stahl (CDU) zum Ortsvorsteher.

### Bürgermeister 1848–1974
| Bürgermeister    | Amtszeit  |
| ---------------- | --------- |
| Anton Brahm      | 1848–1869 |
| Anton Schwarz    | 1870–1881 |
| Jakob Bauer      | 1881–1889 |
| Jakob Stahl      | 1900–1917 |
| Peter Deisel     | 1918–1924 |
| Heinrich Müller  | 1925–1933 |
| Anton Zimmermann | 1933–1934 |
| Josef Zimmermann | 1934–1945 |
| Wilhelm Pabst    | 1945–1950 |
| Josef Zimmermann | 1950–1968 |
| August Weil      | 1968–1974 |

## Infrastruktur
Seit dem Jahr 1934 sorgt die Freiwillige Feuerwehr Oberselters (ab 4. Juni 1974 mit Jugendfeuerwehr) für den abwehrenden Brandschutz und die allgemeine Hilfe in diesem Ort.

## Kultur

### Vereine
Die Freiwillige Feuerwehr Oberselters besteht seit 1934. Seit dem 4. Juni 1974 führt sie eine Jugendfeuerwehr. Der 1921 gegründete Sportverein bildet zusammen mit Niederselters und in einigen Bereichen auch mit Erbach eine Spielgemeinschaft. Der Gesangverein „Liederkranz“ setzt sich zusammen aus einem Männerchor (gegründet 1896) und einem Frauenchor (gegründet 1997). Seit 2018 trägt der Chor den Namen „Gesangverein Liederkranz 1896 e.V“. Der Chorleiter ist seit 2001 Georg Hilfrich. Der Verschönerungsverein Oberselters besteht seit 1956.

### Kerb
Die Kerb, das Kirchweihfest, ist eine der wichtigsten Veranstaltung im Kalender des „Brunnendorfes“. Sie wurde jahrelang im Jahresrhythmus von den ortsansässigen Vereinen am ersten Wochenende im September veranstaltet. Seit dem Jahr 2018 ist der Kerbeverein Oberselters e. V. Ausrichter dieses Events.